# Georgi Welinow
Georgi Welinow Welinow (bułg. Георги Велинов Велинов; ur. 5 października 1957 w Ruse) – bułgarski piłkarz grający na pozycji bramkarza. W swojej karierze rozegrał 33 mecze w reprezentacji Bułgarii.

## Kariera klubowa
Swoją karierę piłkarską Welinow rozpoczął w klubie Dunaw Ruse. W sezonie 1974/1975 roku zadebiutował w nim w pierwszej lidze bułgarskiej. W 1976 roku odszedł do drugoligowego Czerno More Warna. W sezonie 1976/1977 wywalczył z nim awans do pierwszej ligi.
W 1978 roku Welinow odszedł do CSKA Sofia. W sezonie 1978/1979 został wicemistrzem kraju, a w sezonach 1979/1980, 1980/1981, 1981/1982 i 1982/1983 czterokrotnie z rzędu wywalczył z CSKA tytuł mistrzowski. W sezonie 1982/1983 zdobył też Puchar Bułgarii. Następnie w sezonach 1983/1984 i 1984/1985 zostawał wicemistrzem kraju. W tym drugim przypadku zdobył też swój drugi Puchar Bułgarii. Z kolei w sezonie 1986/1987 wywalczył z CSKA dublet (mistrzostwo oraz krajowy puchar).
W 1987 roku Welinow odszedł z CSKA do portugalskiego klubu SC Braga. W sezonie 1988/1989 grał w Atlético CP, a w sezonie 1989/1990 w O Elvas CAD. W 1990 roku wrócił do Bułgarii i w sezonie 1990/1991 występował w FK Sliwen. W 1991 roku został zawodnikiem CSKA Sofia, z którym w sezonie 1991/1992 wywalczył mistrzostwo, a w sezonie 1992/1993 zdobył puchar kraju. W 1994 roku zakończył karierę piłkarską jako zawodnik klubu Sławia Sofia.
| Sezon   | Klub              | Kraj       | Rozgrywki     | Mecze | Gole |
| ------- | ----------------- | ---------- | ------------- | ----- | ---- |
| 1974/75 | Dunaw Ruse        | Bułgaria   | I liga        | ?     | ?    |
| 1975/76 | Dunaw Ruse        | Bułgaria   | I liga        | ?     | ?    |
| 1976/77 | Czerno More Warna | Bułgaria   | II liga       | ?     | ?    |
| 1977/78 | Czerno More Warna | Bułgaria   | I liga        | ?     | ?    |
| 1978/79 | CSKA Sofia        | Bułgaria   | I liga        | 13    | 0    |
| 1979/80 | CSKA Sofia        | Bułgaria   | I liga        | 21    | 0    |
| 1980/81 | CSKA Sofia        | Bułgaria   | I liga        | 27    | 0    |
| 1981/82 | CSKA Sofia        | Bułgaria   | I liga        | 30    | 0    |
| 1982/83 | CSKA Sofia        | Bułgaria   | I liga        | 30    | 0    |
| 1983/84 | CSKA Sofia        | Bułgaria   | I liga        | 28    | 0    |
| 1984/85 | CSKA Sofia        | Bułgaria   | I liga        | 15    | 0    |
| 1985/86 | Sredec Sofia      | Bułgaria   | I liga        | 26    | 0    |
| 1986/87 | CFKA Sredec Sofia | Bułgaria   | I liga        | 30    | 0    |
| 1987/88 | SC Braga          | Portugalia | Primeira Liga | 13    | 0    |
| 1988/89 | Atlético CP       | Portugalia | Segunda Liga  | ?     | ?    |
| 1989/90 | O Elvas CAD       | Portugalia | Segunda Liga  | ?     | ?    |
| 1990/91 | FK Sliwen         | Bułgaria   | I liga        | 28    | 0    |
| 1991/92 | CSKA Sofia        | Bułgaria   | I liga        | 29    | 0    |
| 1992/93 | CSKA Sofia        | Bułgaria   | I liga        | 7     | 0    |
| 1993/94 | Sławia Sofia      | Bułgaria   | I liga        | 12    | 0    |

## Kariera reprezentacyjna
W reprezentacji Bułgarii Welinow zadebiutował 16 stycznia 1979 w wygranym 1:0 towarzyskim meczu z Cyprem, rozegranym w Larnace. Grał m.in. w: eliminacjach do MŚ 1982 i do Euro 84. Od 1979 do 1983 rozegrał w kadrze narodowej 33 mecze.